# Diocesi di Ngaoundéré

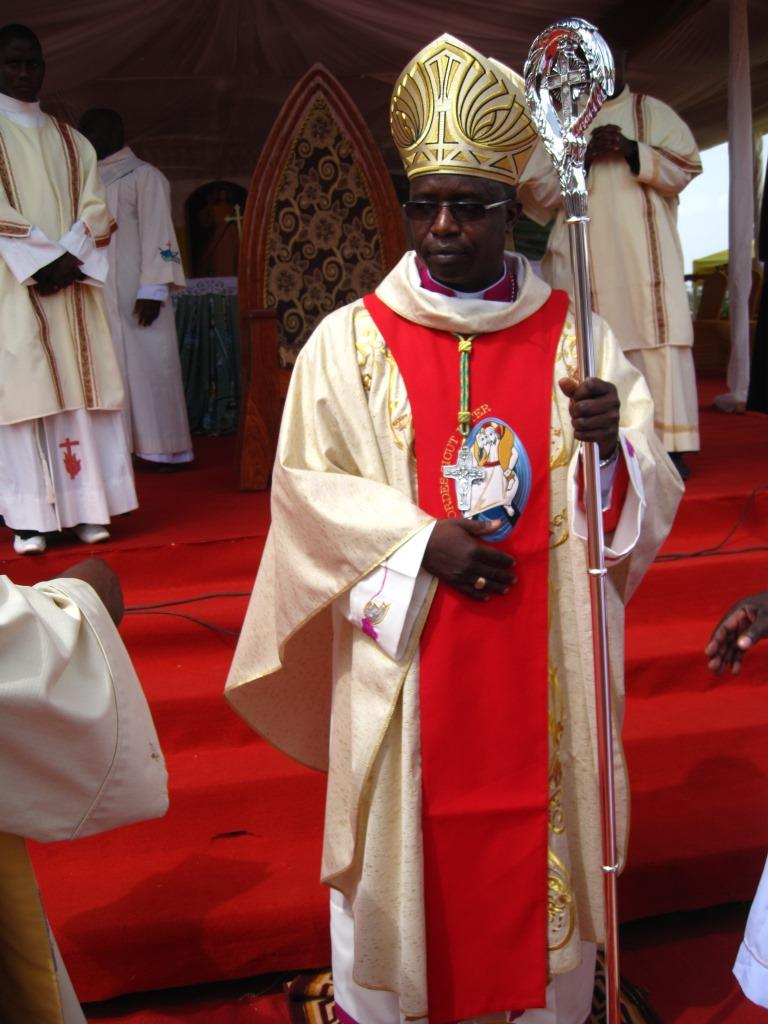
Mons. Emmanuel Abbo, il giorno della sua consacrazione episcopale

La diocesi di Ngaoundéré (in latino: Dioecesis Ngaunderensis) è una sede della Chiesa cattolica in Camerun suffraganea dell'arcidiocesi di Garoua. Nel 2021 contava 56.482 battezzati su 1.200.000 abitanti. È retta dal vescovo Emmanuel Abbo.

## Territorio
La diocesi comprende l'intera regione di Adamaoua in Camerun.
Sede vescovile è la città di Ngaoundéré, dove si trova la cattedrale di Nostra Signora degli Apostoli.
Il territorio è suddiviso in 26 parrocchie.

## Storia
La diocesi è stata eretta il 19 novembre 1982 con la bolla Qui in beatissimi di papa Giovanni Paolo II, ricavandone il territorio dall'arcidiocesi di Garoua.

## Cronotassi dei vescovi
Si omettono i periodi di sede vacante non superiori ai 2 anni o non storicamente accertati.
- Jean-Marie-Joseph-Augustin Pasquier, O.M.I. † (19 novembre 1982 - 23 ottobre 2000 ritirato)
- Joseph Djida, O.M.I. † (23 ottobre 2000 - 6 gennaio 2015 deceduto)
- Emmanuel Abbo, dal 15 marzo 2016

## Statistiche
La diocesi nel 2021 su una popolazione di 1.200.000 persone contava 56.482 battezzati, corrispondenti al 4,7% del totale.
| anno | popolazione | popolazione | popolazione | presbiteri | presbiteri | presbiteri | presbiteri                | diaconi | religiosi | religiosi | parrocchie |
| anno | battezzati  | totale      | %           | numero     | secolari   | regolari   | battezzati per presbitero | diaconi | uomini    | donne     | parrocchie |
| ---- | ----------- | ----------- | ----------- | ---------- | ---------- | ---------- | ------------------------- | ------- | --------- | --------- | ---------- |
| 1990 | 24.019      | 422.000     | 5,7         | 34         | 5          | 29         | 706                       | 1       | 36        | 40        | 18         |
| 1999 | 33.591      | 655.706     | 5,1         | 33         | 6          | 27         | 1.017                     | 1       | 37        | 61        | 19         |
| 2000 | 34.485      | 655.706     | 5,3         | 35         | 7          | 28         | 985                       | 1       | 34        | 62        | 19         |
| 2001 | 35.078      | 655.706     | 5,3         | 32         | 8          | 24         | 1.096                     | 1       | 32        | 62        | 19         |
| 2002 | 35.078      | 655.706     | 5,3         | 33         | 9          | 24         | 1.062                     | 1       | 32        | 62        | 18         |
| 2003 | 35.110      | 655.706     | 5,4         | 35         | 10         | 25         | 1.003                     |         | 32        | 64        | 21         |
| 2004 | 35.500      | 655.706     | 5,4         | 40         | 14         | 26         | 887                       |         | 37        | 53        | 21         |
| 2013 | 42.642      | 775.000     | 5,5         | 43         | 31         | 12         | 991                       |         | 14        | 44        | 24         |
| 2016 | 45.054      | 1.027.000   | 4,4         | 31         | 23         | 8          | 1.453                     |         | 8         | 46        | 25         |
| 2019 | 47.600      | 1.125.300   | 4,2         | 35         | 25         | 10         | 1.360                     |         | 11        | 46        | 26         |
| 2021 | 56.482      | 1.200.000   | 4,7         | 39         | 26         | 13         | 1.448                     | 1       | 16        | 54        | 26         |